# 1978-as magyar birkózóbajnokság
Az 1978-as magyar birkózóbajnokság a hetvenegyedik magyar bajnokság volt. A kötöttfogású bajnokságot július 1. és 2. között rendezték meg Székesfehérváron, a Köfém sportcsarnokában, a szabadfogású bajnokságot pedig június 27. és 28. között Miskolcon, a Városi Sportcsarnokban.

## Eredmények

### Férfi kötöttfogás
| Versenyszám | Arany                        | Arany | Ezüst                               | Ezüst | Bronz                          | Bronz |
| ----------- | ---------------------------- | ----- | ----------------------------------- | ----- | ------------------------------ | ----- |
| 48 kg       | Sántha József Újpesti Dózsa  |       | Sudár Antal Honvéd Szondi SE        |       | Sudár István Bp. Honvéd        |       |
| 52 kg       | Rácz Lajos Honvéd Szondi SE  |       | Tiger Tibor Ganz-MÁVAG VSE          |       | Fodor Szilveszter Szegedi VSE  |       |
| 57 kg       | Molnár Gyula Ganz-MÁVAG VSE  |       | Doncsecz József Vasas SC            |       | Soós István Bp. Honvéd         |       |
| 62 kg       | Tóth István Ganz-MÁVAG VSE   |       | Lakatos András Eger SE              |       | Zsákai Lajos BVSC              |       |
| 68 kg       | Gaál Károly BVSC             |       | Réczi László Kiskunfélegyházi Vasas |       | Kiss János Dunaújvárosi Kohász |       |
| 74 kg       | Kocsis Ferenc Ganz-MÁVAG VSE |       | Toma Mihály Vasas SC                |       | Vámos Péter Honvéd Szondi SE   |       |
| 82 kg       | Nagy István Ganz-MÁVAG VSE   |       | Juhász József Diósgyőri VTK         |       | Hegedűs Miklós Vasas SC        |       |
| 90 kg       | Hegedűs Csaba Vasas SC       |       | Növényi Norbert Újpesti Dózsa       |       | Séllyei István Vasas SC        |       |
| 100 kg      | Farkas József Vasas SC       |       | Soós Antal Újpesti Dózsa            |       | Csábi Árpád BVSC               |       |
| +100 kg     | Rovnyai János MTK-VM         |       | Nagy József Eger SE                 |       | Lajos Zsigmond Diósgyőri VTK   |       |

### Férfi szabadfogás
| Versenyszám | Arany                          | Arany | Ezüst                              | Ezüst | Bronz                          | Bronz |
| ----------- | ------------------------------ | ----- | ---------------------------------- | ----- | ------------------------------ | ----- |
| 48 kg       | Gyulai Mihály Ferencvárosi TC  |       | Seres Imre Honvéd Szondi SE        |       | Csáki Sándor Bp. Honvéd        |       |
| 52 kg       | Gazdag Ferenc Pécsi MSC        |       | Szabó Lajos Diósgyőri VTK          |       | Mühlbacher Imre Bp. Honvéd     |       |
| 57 kg       | Szalontai Imre Diósgyőri VTK   |       | Gál Henrik Ferencvárosi TC         |       | Kovács Béla Bp. Honvéd         |       |
| 62 kg       | Szalontai Zoltán Diósgyőri VTK |       | Németh Sándor Csepel SC            |       | Orbán József Bp. Honvéd        |       |
| 68 kg       | Katz Lajos Csepel SC           |       | Jászkai Imre Diósgyőri VTK         |       | Borbola Imre Honvéd Szondi SE  |       |
| 74 kg       | Fehér István Ferencvárosi TC   |       | Németh Lajos Honvéd Papp József SE |       | Kocsis János Bp. Honvéd        |       |
| 82 kg       | Kovács István Csepel SC        |       | Nagy Lajos Csepel SC               |       | Deák András Diósgyőri VTK      |       |
| 90 kg       | Molnár Géza Bp. Honvéd         |       | Petrezselyem Antal Ferencvárosi TC |       | Szakkai Attila Bp. Spartacus   |       |
| 100 kg      | Haller János Bajai SK          |       | Netz István Újpesti Dózsa          |       | Kispéter Tibor Ferencvárosi TC |       |
| +100 kg     | Balla József Ferencvárosi TC   |       | Szemerédi Péter Haladás VSE        |       | Kudelász István Csepel SC      |       |